# 7773 Kyokuchiken
7773 Kyokuchiken este o planetă minoră (asteroid), cu un diametru de 8,125 km, din centura de asteroizi. A fost descoperită pe 23 martie 1992 la Kitami Observatory⁠(d) de Kin Endate și a fost numită după National Institute of Polar Research⁠(d). 
Obiectul prezintă o orbită caracterizată de o semiaxă mare de 2,7216681 UAi, o excentricitate de 0,14, o înclinație de 5,70092 ° în raport cu ecliptica.